# DON
DON（ドン、1958年6月13日 - ）は、日本のタレント。本名、渡辺 信一（わたなべ しんいち）。
北海道出身。札幌開成高等学校、日本大学卒業。
かつて「ドン川上」という芸名で、「打撃の神様」の異名を持つ川上哲治（元読売ジャイアンツ選手・監督）のものまねタレントとして活動していた。

## 来歴・人物
もともと日大の落語研究会に所属し、野球解説者の声真似を得意として人気者だった。大学在学中の1980年に『クイズ・ドレミファドン!』に出演し、最終問題で優勝を逃す。しかし番組関係者の目に止まり「君は面白いから出てみないか」と誘われ、1980年に『笑ってる場合ですよ!』のコーナー「お笑い君こそスターだ!」で5回連続で勝ち抜き。1981年3月に大学の卒業記念として『お笑いスター誕生!!』にロボタンの芸名で出演。3週を勝ち抜き注目されるが、就職を期に4週目を辞退し一旦芸能界から身を引く。
横澤彪に誘われ、1982年に放送を開始したフジテレビの『笑っていいとも!』に旅行会社社員の立場でレギュラー出演し、芸能界に復帰。川上哲治の扮装をして物真似し、同様に長嶋茂雄（元巨人選手、監督）の物真似で活動していたチョー長嶋（現・プリティ長嶋）とコンビを組む（プリティのブログによると、番組の企画段階でプリティの『いいとも!』出演は内定していたがタモリの司会は決定しておらず、プリティとドンと明石家さんまの三人でコーナーをやりたいと希望していたらしい）。"来たかチョーさん、待ってたドン"と題されたレギュラーコーナーは、『笑っていいとも!』開始当初の人気コーナーのひとつとなり番組の人気獲得に貢献したが、レギュラーコーナー終了と共に表舞台から姿を消した。
その後、故郷の北海道へ活動の拠点を移し、「DON」「ドン川上」もしくは本名の「渡辺信一」の名で、北海道（主に北海道放送）のテレビやラジオに出演し、ローカルタレントとして活動している。過去にはHBCラジオ番組『カーナビラジオ午後一番』などにも出演していた。
元々かなりの薄毛であったが、カーナビラジオの企画において、番組スポンサーであるかつらメーカースヴェンソンのかつらを装着した所、非常に気にいったため長年愛用していたが、その後2019年「酒メンタリー 生き恥上々」出演時に、2018年まで使用した後かつらを外した事を公表した。カーナビラジオでの1分弱のスヴェンソン生コマーシャル枠の中でパーソナリティーのYASUが「DONさんも愛用しているスヴェンソン」とアピールする事があった。また1980年代当時、プロ野球は南海ホークスファンであった。
北海道出身の大泉洋は物真似を得意としており、全国放送の番組でDONの物真似が披露されたこともある。

## 過去の出演番組

### テレビ
- 森田一義アワー 笑っていいとも!（フジテレビ系、1982年10月 - 1984年9月※木曜日担当）
- Hana*テレビ（HBCテレビ）
- 女だらけ〜お姉ちゃん5人の恐怖のいじめにカケフ君タジタジ! ボクもうこんな家いやだ!〜（フジテレビ系、1987年7月13日）
- ドラバラ鈴井の巣『VS 〜禁断の対決企画〜』大泉組 「さよなら朝日荘」（北海道テレビ放送、2003年10月2日 - 12月11日、2004年8月26日、9月2日）
- 酒メンタリー 生き恥上々 第11弾（HBCテレビ、2019年8月12・13日）
- ハナタレナックス（北海道テレビ放送、2023年8月4日）

### ラジオ
- HBCラジオ
  - カーナビラジオ午後一番!
  - どんじゃん!今夜も勇み足
  - ジャンボ秀克軍団のa・ヨイショ!
  - おぢさんツインカムシリーズ
- ニッポン放送
  - 高田文夫のラジオビバリー昼ズ（高田文夫と交流があり、それに伴う「準ゲスト」としての扱い）

## ディスコグラフィー
- 『きたかチョーさん、まってたドン』（プリティ長嶋とのデュエット「川上さんと長島さん」名義。作詞：高平哲郎、作曲：細野晴臣）[5]